# Ialdabaôth
 (juillet 2022).
Si vous disposez d'ouvrages ou d'articles de référence ou si vous connaissez des sites web de qualité traitant du thème abordé ici, merci de compléter l'article en donnant les références utiles à sa vérifiabilité et en les liant à la section « Notes et références ».
Ialdabaôth (fils  du chaos) ou Sabaôth (dieu des armées) est le nom du mauvais démiurge certaines traditions  gnostiques, par exemple chez les Nicolaïtes et les Séthiens.
Il a été assimilé notamment au Jéhova hébreu, au Chronos grec, et à d'autres équivalents dans d'autres cosmogonies.
Pour certains gnostiques, c’est l'archonte maître de l'orbite de la planète Saturne.[réf. nécessaire]

## Dans la culture populaire
Ialdabaôth est le nom qu'Anatole France donne à Dieu dans La Révolte des anges.
Yaldabaoth (le nom n'a pas été traduit en français) est le boss final de Persona 5.
Yaldabaoth est également le nom d'un boss majeur et récurrent de Xenoblade Chronicles.
Jaldabaoth (prononcé yaldabaoth) est le nom d'un démon, un "gardien", dans le manga Overlord